# ۱۳۸ (قمری)
۱۳۸ (قمری)، صد و سی و هشتمین سال در گاهشماری هجری قمری است. اول محرم این سال برابر با بیستم ژوئن سال ۷۵۵ میلادی است.

## وابسته
- اسماعیل پسر جعفر